# Vemaster
Vemaster is een geslacht van zeesterren uit de familie Ganeriidae.

## Soort
- Vemaster sudatlanticus Bernasconi, 1965